# Wimbledon Open 1970
Die Wimbledon Open 1970 im Badminton fanden im November 1970 in London statt.

## Finalergebnisse
| Disziplin    | Sieger                      | Finalist                    | Ergebnis          |
| ------------ | --------------------------- | --------------------------- | ----------------- |
| Herreneinzel | Ray Sharp                   | Ray Stevens                 | 15-5, 12-15, 15-3 |
| Dameneinzel  | Margaret Beck               | Tyna Barinaga               | 11-8, 11-1        |
| Herrendoppel | Elliot Stuart David Horton  | Colin Beacom Keith Andrews  | 15-6, 15-8        |
| Damendoppel  | Nora Gardner Tyna Barinaga  | Julie Rickard Margaret Beck | 15-6, 15-7        |
| Mixed        | Robert McCoig Tyna Barinaga | Keith Andrews Julie Rickard | 15-1, 15-7        |